# وارسون وودز (میزوری)
وارسون وودز (به انگلیسی: Warson Woods) یک شهر در ایالات متحده آمریکا است که در شهرستان سنت لوئیس، میزوری واقع شده‌است. وارسون وودز ۱٫۵۰ کیلومتر مربع مساحت و ۱٬۹۶۲ نفر جمعیت دارد و ۱۶۳ متر بالاتر از سطح دریا قرار دارد.